# Eduard Bick
Eduard Bick (* 15. Januar 1883 in Wil; † 15. August 1947 in Zürich) war ein Schweizer Bildhauer, Maler, Zeichner und Grafiker.

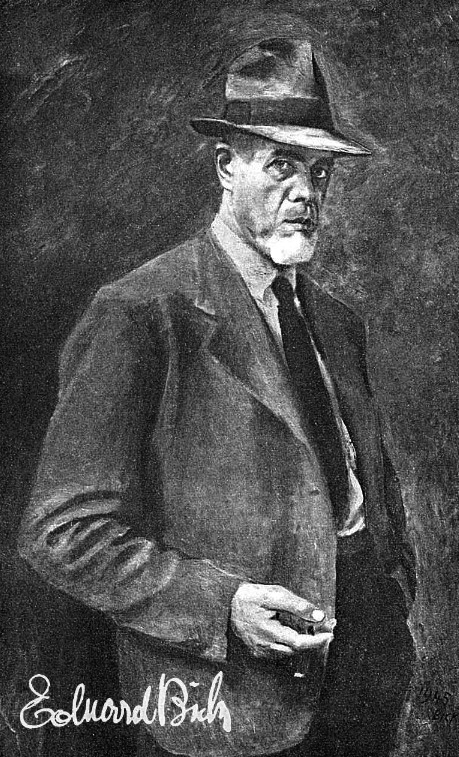
Eduard Bick, 1945

## Leben und Werk

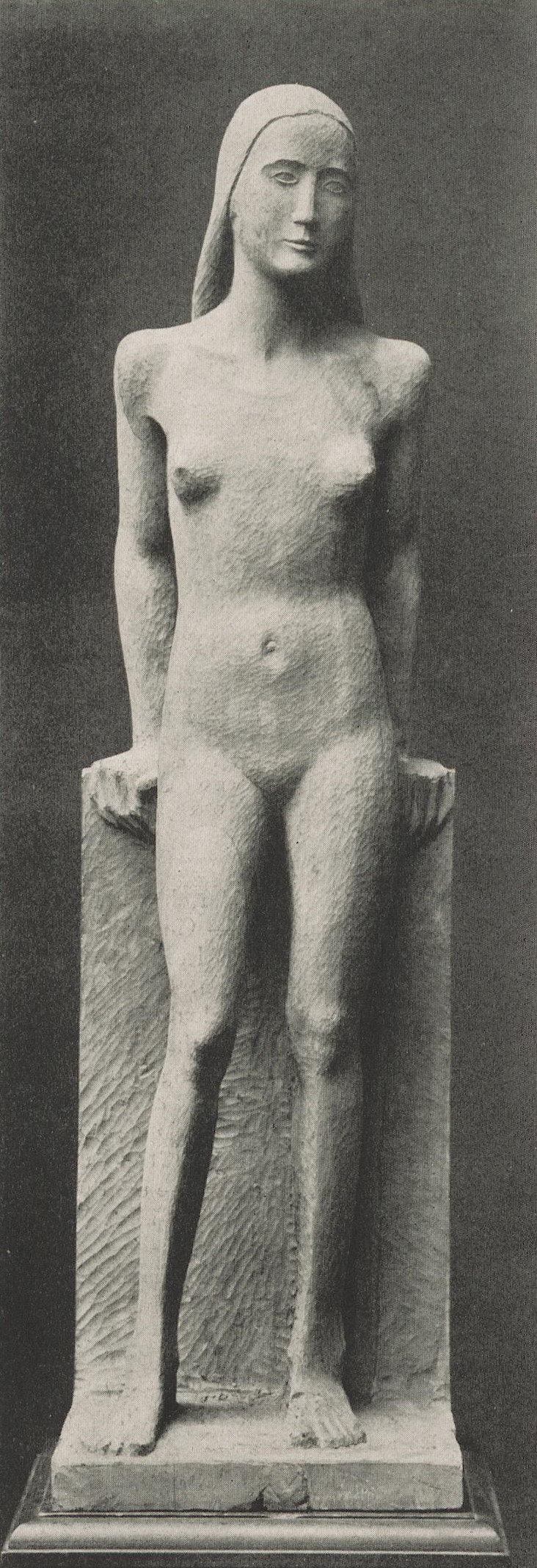
Holzplastik, 1918

Eduard Bicks Grossvater und Vater waren Silber- und Goldschmiede in Wil. Nach einer Goldschmiedlehre in Innsbruck und Altena wurde Bick 1905 für kurze Zeit Schüler an der Staatliche Zeichenakademie Hanau. Von 1905 bis 1908 studierte er an der Akademie der Bildenden Künste München in der «Malschule Seitz».
Im Frühling 1908 zog Bick nach Rom, wo er mit Hermann Huber, Reinhold Kündig, Victor Schulte, zu denen eine lebenslange Künstlerfreundschaft bestand, und mit weiteren deutschen Künstler zusammentraf. In Rom begann Bick mit der Bildhauerei.

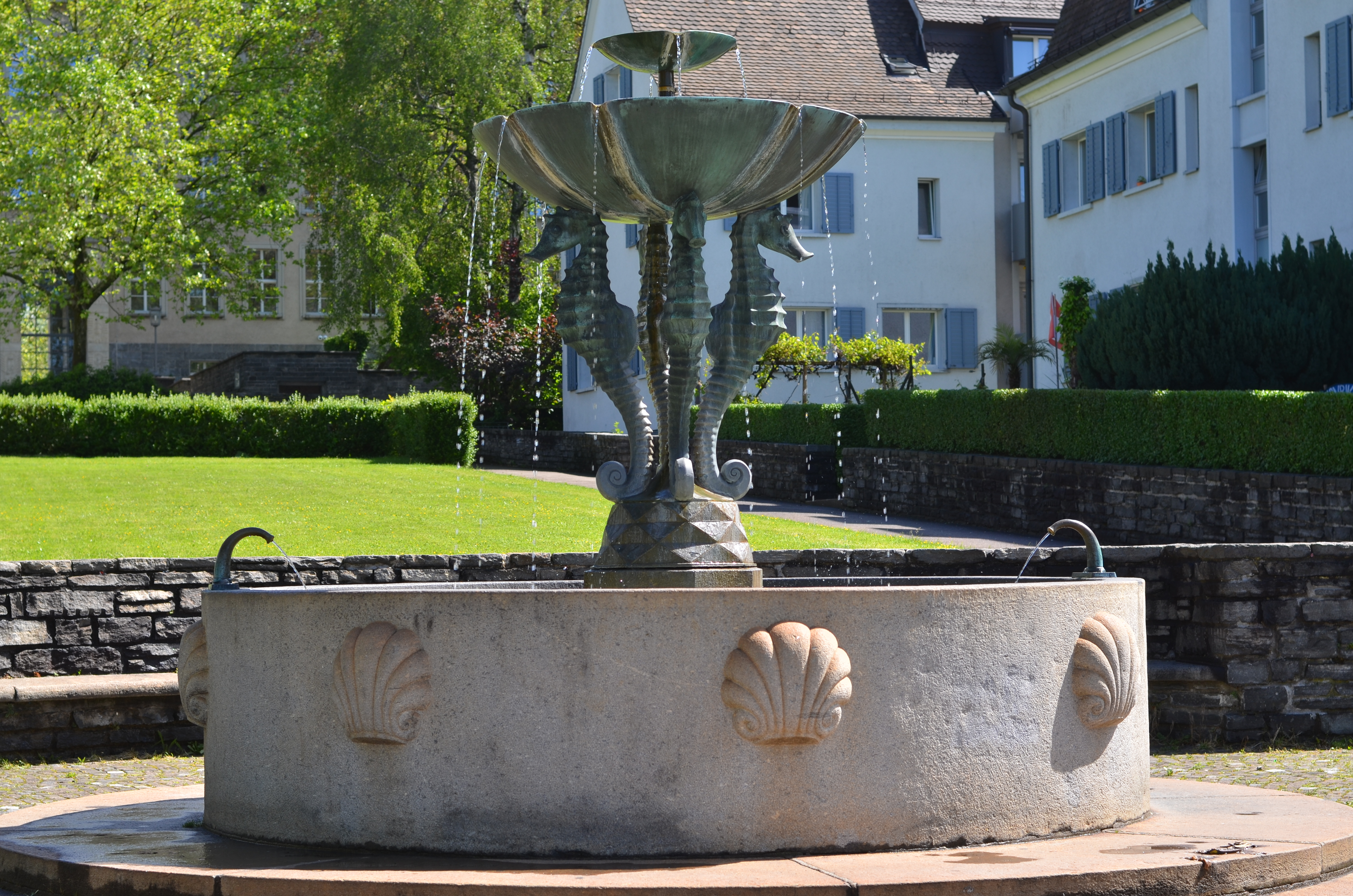
1930, Brunnen mit Seepferdchen von Eduard Bick. Hofgarten, Hofwiesenstrasse 50, Zürich Unterstrass.

Von 1910 bis 1914 lebte er mit Unterbrüchen in Berlin um bei Kriegsausbruch in die Schweiz zurückzukehren. 1916 machte Bick Bekanntschaft mit Eduard von der Heydt, der ihn zur Rückkehr nach Berlin bewegte und Bick Aufträge vermittelte. So entstanden in den Jahren von 1910 bis 1919 zahlreiche Skulpturen und Büsten aus Marmor und Bronze und während der Kriegsjahre erstmals auch expressive Büsten in Holz. In Berlin lernte Bick seine zukünftige Frau Angelika Ohloff kennen.
Bick kehrte 1919 endgültig in die Schweiz zurück und lebte zuerst in Meilen und ab 1921 in Zürich und führte dort zahlreiche Werke im öffentlichen Raum aus. Als Maler schuf Bick Landschaftsbilder, Stillleben und Figurenbilder in Aquarell und Öl- und Wachsfarben. Sein Œuvre umfasst zahlreiche Zeichnungen, Lithografien, Radierungen, Kupferstiche und Holzschnitte.1910, 1921 und 1922 wurde Bick mit einem Eidgenössischen Kunststipendium ausgezeichnet.
1936 erwarb Bick ein eigenes Haus in Sant’Abbondio. Nachdem seine Frau Angelika Bick fast alle Figuren und Bilder ihres Mannes schweizerischen Museen vermacht hatte und die Liegenschaft im Tessin, in die dafür gegründete «Stiftung Eduard Bick» überführt hatte, verstarb sie 1956.
1948 widmete die Zürcher Kunstgesellschaft das «Neujahrsblatt», ein Heft mit Werkdokumentationen und Würdigung u. a. ein eindrückliches dichterisches Epos von Konrad Bänninger über seinen Freund Bick.

## Stiftung Eduard Bick
1956 starb Eduard Bicks Ehefrau Angelika in Zürich, nachdem sie testamentarisch Land und Haus in Sant’Abbondio für eine zu gründende Eduard-Bick-Stiftung vermacht hatte. Seit 1959 steht Bicks ehemaliges Atelierhaus Künstlern für Arbeitsaufenthalte zur Verfügung. 1994 kam ein Wohnatelier in Sant’Abbondio dazu, 2001 ein Atelierhaus in Intragna. Präsident des Stiftungsrates ist der Künstler und Autor Heinrich Gartentor.